# Super Bowl LVI
Super Bowl 56 – pięćdziesiąty szósty finał o mistrzostwo zawodowej ligi futbolu amerykańskiego NFL, odbył się 13 lutego 2022 roku na stadionie SoFi Stadium w Inglewood w Kalifornii. Jest to miejsce rozgrywania domowych spotkań drużyn Los Angeles Rams oraz Los Angeles Chargers. Spotkały się w nim zespoły mistrza konferencji NFC oraz mistrza konferencji AFC.
Zgodnie z przyjętą konwencją przedstawiciel AFC był gospodarzem parzystego meczu finałowego.
W przerwie meczu podczas Halftime Show na stadionie wystąpili Dr. Dre, Eminem, Kendrick Lamar, Mary J. Blige oraz Snoop Dogg.